# Ludmilla van Bohemen

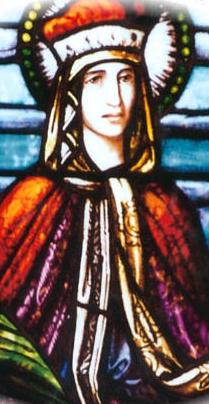
Glas-in-loodraam van Ludmilla van Bohemen in de St Ludmila's Church in Cedar Rapids, Iowa.

Ludmilla van Bohemen (Mělník, circa 860 - Tetín, 15 september 921) is een Boheemse heilige en martelaar vereerd door de rooms-katholieke en de oosters-orthodoxe kerk.

## Levensloop
Ludmilla zou de dochter van de Slavische vorst Sobeslav zijn geweest. In 873 huwde ze met Bořivoj I (852-889), de eerste christelijke hertog van Bohemen. Het echtpaar bekeerde zich tot het christendom door de inspanningen van Methodius van Thessaloniki. Hun inzet om Bohemen te kerstenen werd aanvankelijk niet goed ontvangen en ze werden door hun heidense onderdanen meermaals uit hun hertogdom verdreven. Uiteindelijk konden Bořivoj en Ludmilla terugkeren en regeerden ze verschillende jaren over Bohemen.
Na de dood van Bořivoj trok Ludmilla zich terug in Tetín en besteeg haar zoon Spytihněv I de Boheemse troon. Spytihněv werd in 915 opgevolgd door zijn broer Vratislav I en toen die in 921 overleed, kwam diens zoon Wenceslaus de Heilige aan de macht. Het was hoofdzakelijk Ludmilla die Wenceslaus had opgevoed en na diens troonsbestijging fungeerde ze als regentes voor haar kleinzoon.
Wenceslaus' moeder Drahomíra werd jaloers op de invloed die Ludmilla op haar zoon had. Ze gaf twee edelen, Tunna en Gommon, de opdracht om haar te vermoorden in het kasteel van Tetín. In november 921 werd de moord gepleegd, waarbij Ludmilla naar verluidt met haar eigen sluier werd gewurgd. Na haar overlijden werd ze aanvankelijk bijgezet in de Sint-Michaëlkerk van Tetín.
Ludmilla werd al kort na haar overlijden vereerd als heilige. Als onderdeel van haar canonisatieproces liet haar kleinzoon Wenceslaus in 925 haar stoffelijke resten overbrengen naar de Sint-Jorisbasiliek in Praag. Ze wordt vereerd als patroonheilige van Bohemen, bekeerlingen, de Tsjechische Republiek, hertoginnen, mensen met familiale problemen en weduwen. Haar naamdag wordt gevierd op 16 september.